# Lechee
Lechee – jednostka osadnicza w Stanach Zjednoczonych, w stanie Arizona, w hrabstwie Coconino.